# Кехкашан Басу
Кехкашан Басу (араб. كيخاشان باسو; нар.. 5 червня 2000, Дубай, ОАЕ) — еміратська екологічна активістка і захисниця прав людини. У 2016 році стала лауреатом Міжнародної дитячої премії миру. Наймолодший радник Всесвітньої ради майбутнього. Засновник і президент фонду Green Hope.

## Біографія
Кехкашан Басу народилася 2000 року в місті Дубай. Надалі жила в Торонто (Канада).
У 12-річному віці вона заснувала фонд Green Hope і стала його президентом. Фонд займається питаннями сталого розвитку шляхом навчання та розширення можливостей дітей і молоді в усьому світі, залучаючи їх до процесу досягнення Цілей сталого розвитку (ЦСР). Green Hope використовує унікальний інструмент пропаганди під назвою «Академія навколишнього середовища», щоб охопити всі вікові групи, включаючи інноваційні способи комунікації такі, як образотворче мистецтво, музика, спорт, театр, танці поряд з освітою в галузі науки і техніки з метою поширення інформації про ЦСР на найпростішому рівні.
У 2013 році Кехкашан Басу була обрана на дворічний термін глобальним координатором Програми ООН з довкілля (ЮНЕП) у справах дітей та молоді, тим самим ставши першою неповнолітньою, яка коли-небудь в історії організації обиралася на цю посаду.

## Творчість
У 2015 році Кехкашан Басу презентувала збірку оповідань «The Tree of Hope» («Дерево надії»), в якій головною героїнею стала дівчина, яка здійснює заходи по пом'якшенню наслідків зміни клімату.

## Оцінка діяльності
У 2020 році Голова Генеральної Асамблеї ООН на 73-й сесії Марія Еспіноса дала наступну характеристику Кехкашан Басу:
|                    | «She effectively informs and engages youth and the not-so-young in key UN initiatives and processes, such as the sustainable development goals and the global ceasefire campaign». (англ.) |  | «Вона ефективно інформує та залучає молодь і дорослих до ключових ініціатив і процесів ООН, такі як цілі сталого розвитку та глобальна кампанія з припинення вогню». (рос.) |  |
| — Марія Еспіноса . | |  | |  |

## Нагороди
- Міжнародна дитяча премія світу (2016 рік)
- Молодіжна премія «Голоси» (2020 рік)[4]